# 누전 차단기

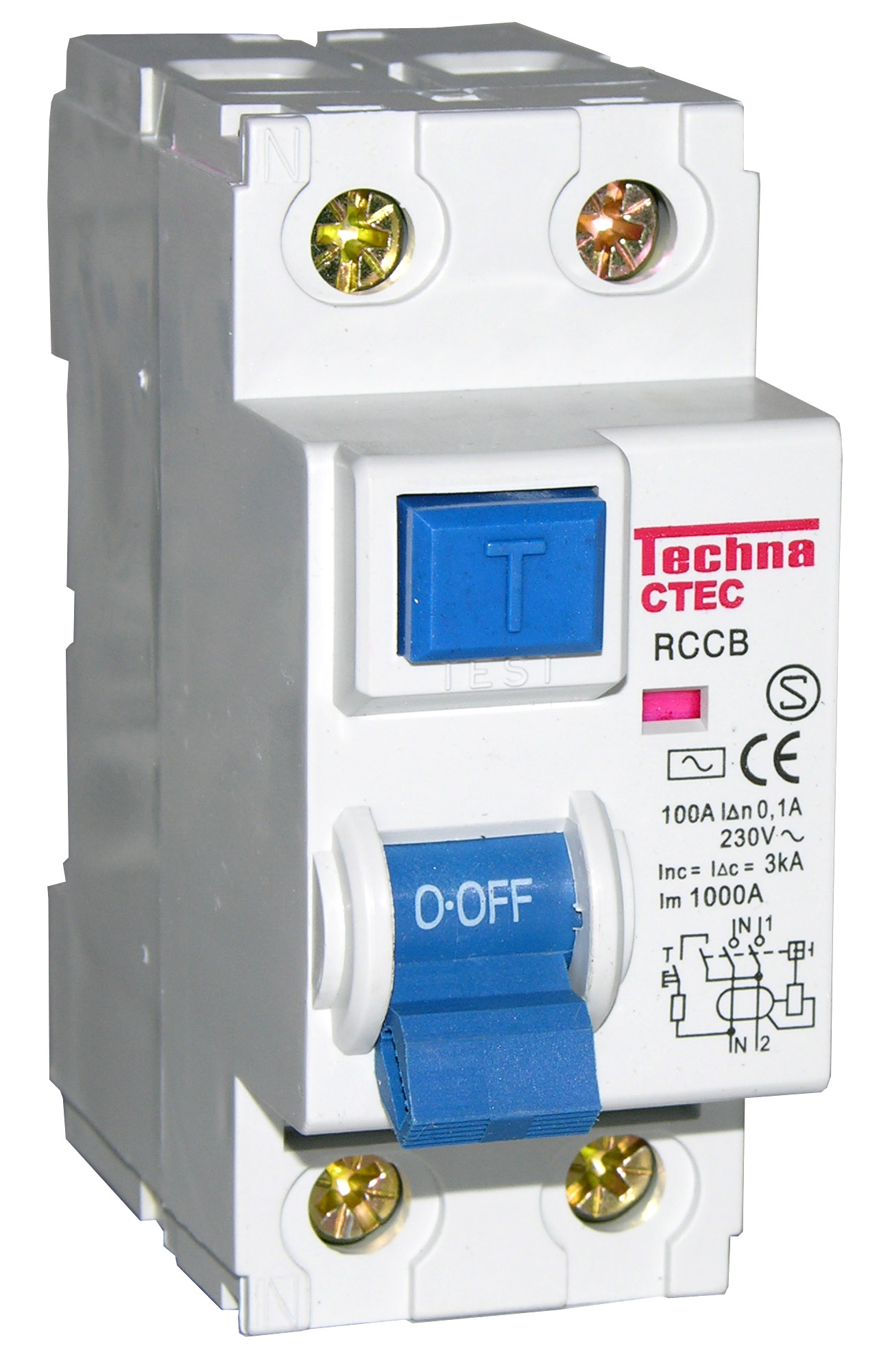
2극 누전 차단기

누전 차단기(영어: residual-current device 또는 residual-current circuit breaker, RCD 또는 RCCB)는 에너지가 있는 도선과 중성선 사이의 전류 균형이 깨졌을 때, 전류를 차단하는 장치이다. 대개의 경우 사람이 에너지가 있는 도선에 접촉했을 때 전류 균형이 깨지며, 치사량의 전류가 흐를 수도 있다. 누전 차단기는 이 상황에서 전류를 차단하며, 과부하나 단락은 별도의 차단기가 감지한다.

## 목적과 작동

주 작동 원리.
1. 전자석
2. 전류 변환기
3. 변환기 코어
4. 테스트 스위치
L: 전력선
N: 중립선

누전 차단기는 5-30mA 정도의 누설 전류를 감지하여 감전을 방지한다. 대부분의 퓨즈나 차단기는 수 A 정도의 큰 전류에서 작동한다. 전기 충격이 심장까지 전해져 감전사하지 않도록 25-40밀리초 안에 회로를 차단한다. 국가 및 지역에 따라서 차단 기준이 되는 누설 전류가 달라진다.
누전 차단기는 전력선으로 나가는 전류와 중립선으로 들어오는 전류의 차이를 영상변류기를 통해 측정한다. 키르히호프 전류법칙에 의해서 나가는 전류와 들어오는 전류의 합이 0이 아니면 어딘가 누전이 되고 있다는 뜻으로 이 때 장비가 작동한다. 큰 전류를 차단하는 차단기와는 서로 보완 관계이며, 누전 차단기만으로는 과부하나 단락을 방지할 수 없다.
차단 전류가 500mA 이상인 누전 차단기는 차단 전류가 낮을 때 사고로 가동될 수 있는 데이터센터 같은 환경에 설치된다. 이러한 누전 차단기는 감전보다는 화재 예방용으로 설치되어 있다.

## 같이 보기
- 감전